# Barbara Fugger

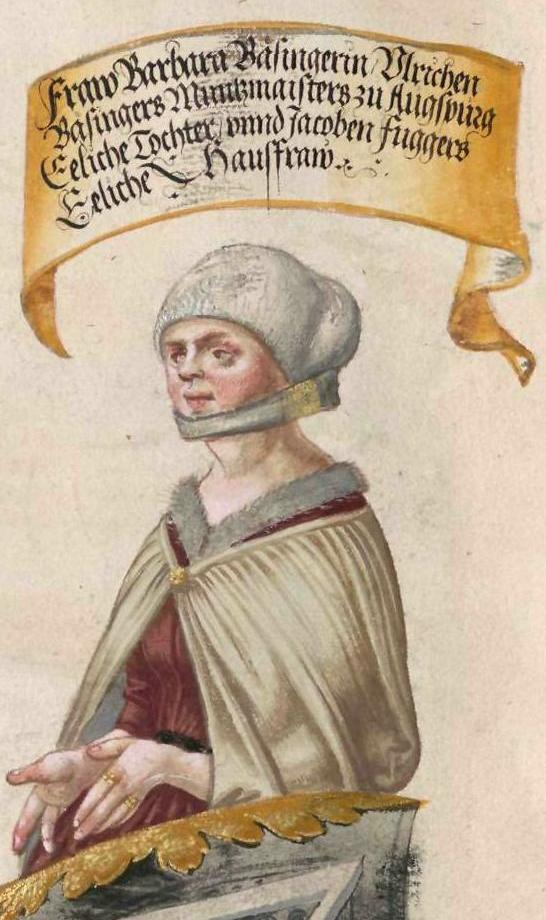

Barbara Fugger, född Bäsinger 1419, död 23 juli 1497, var en tysk bankir. Hon var delägare i Fuggers bank mellan 1469 och 1497. 
Hon var gift med Jacob Fugger den äldre. Efter sin makes död 1469 övertog hon banken tillsammans med sina söner Ulrich Fugger den äldre, Georg Fugger och Jacob Fugger den yngre. Hon behöll den avgörande kontrollen över banken fram till sin död 1497.